# Амазонки (телесериал, 2016)
«Амазонки» (исп. Las amazonas) — мексиканская теленовелла 2016 года, производства телекомпании Televisa. Главные роли исполнили Виктория Руффо, Данна Гарсия, Сесар Эвора, Греттель Вальдес, Рене Касадос, Наталья Герреро, Марилус Бермудес, Гильермо Гарсия Канту и Андрес Паласиос. Это была являющиеся ремейком одноимённого венесуэльский телесериала 1985 года. Сериал был показан с 16 мая года по 7 августа 2016 года на телеканале Canal de las Estrellas.

## Сюжет
Рассказывает историю Викториано, помещика и бизнесмена, отца трех дочерей, жертв лжи и страданий, что мешает ему быть с любовью всей своей жизни. Она также пожертвовала своим счастьем, поскольку стала жертвой акта насилия, осуждающего ее жить в тени семьи Сантос.
Дочери Викториано, каждая из которых борется за своё счастье по-своему, влюбляются в трёх разных мужчин, которые им не нравятся. Это приносит конфликт в семью Сантос. Диана, старшая дочь - напоминает своего отца. Касандра - чувствительна и независима, настроена добиваться всего сама; Констанца - младшая, непослушная дочь, которая стремится жить на полную. Остальные персонажи состоят из друзей и врагов семьи Сантос, один из которых таит в себе тайну и обиду, и когда её раскроют, это потрясет всю семью до глубины души.

## В ролях
- Виктория Руффо — Инес Сантос
- Данна Гарсия — Диана Сантос
- Сесар Эвора — Викториано Сантос
- Жаклин Андере — Бернарда
- Греттель Вальдес — Касандра Сантос
- Рене Касадос — Эдуардо Мендоса
- Наталья Герреро — Лизете Руис
- Марилус Бермудес — Констанца Сантос
- Гильермо Гарсия Канту — Лорето Гусман Валдес
- Андрес Паласиос — Алехандро Сан-Роман

## История создания
Это вторая попытка компании Televisa снять этот сериал. Версия 2003 года была снята без первоначального названия «Las Amazonas», так как на середине производства руководители решили сменить название. Это создало путаницу, поскольку даже актеры не поддерживали новое название. Первый вариант сценария требовал от персонажа Викториано ласково называть своих дочерей амазонками из-за их способности ездить на чистокровных лошадях на ранчо. Мыльная опера в итоге вышла под названием: «Niña Amada Mía» (Моя любимая девушка), поскольку продюсеры хотели интегрировать популярную песню, чтобы она прочно ассоциировалась с их драмой. Эту песню спела мексиканская суперзвезда Алехандро Фернандес.

## Награды и премии
В 2017 году телесериал Амазонки был номинирован на премию TVyNovelas. Из шести номинаций, победа досталось актёру Сесару Эворе в номинации «лучший выдающиеся актёр».